# آبراهام آدلجا
آبراهام آدلجا (انگلیسی: Abraham Adelaja؛ زادهٔ ۳۱ ژانویهٔ ۱۹۸۸) بازیکن فوتبال اهل نیجریه است که در پست مهاجم بازی می‌کند.